# 1872年のスポーツ
- 年度別スポーツ記事一覧

## 競馬

### イギリス
クラシック
- 2000ギニー - Prince Charlie
- 1000ギニー - Reine
- エプソムダービー - クレモーン
- エプソムオークス - Reine
- セントレジャーステークス - ウェンロック

その他主要レース
- アスコットゴールドカップ - Henry
- グランドナショナル - Casse Tete

### アメリカ合衆国
- ベルモントステークス - Joe Daniels

### フランス
- パリ大賞典 - Cremorne
- ジョッケクルブ賞 - Revigny

### オーストラリア
- メルボルンカップ - The Quack

## ゴルフ

### 世界4大大会（男子）
- 全英オープン優勝者：トム・モリス・ジュニア（イギリス）

## サッカー

### イングランド
- FAカップ決勝（3月16日）

ワンダラーズ 1-0 ロイヤル・エンジニアーズ
- 11月30日 - イングランド対スコットランドの初の国際サッカー試合、グラスゴーで開催

## ボート
- オックスフォード・ケンブリッジ大学対抗レガッタ優勝：ケンブリッジ大学

## 野球

### アメリカ合衆国
- ナショナル・アソシエーション優勝：ボストン・レッドストッキングス

## 誕生
- 2月24日 - ジョン・ジャービス（イギリス、水泳、+1933年）
- 3月3日 - ウィリー・キーラー（アメリカ、野球、+1923年）
- 7月16日 - ロアール・アムンセン（ノルウェー、探検家、+1928年）
- 10月14日 - レジナルド・ドハティー（イギリス、テニス、+1910年）
- 12月30日 - ウィリアム・ラーンド（アメリカ、テニス、+1926年）

## 死去
- 1月24日 - ウィリアム・ウェッブ・エリス（イギリス、ラグビー、*1806年）
- 1月30日 - フランシス・チェスニー（イギリス、探検家、*1789年）